# Samtgemeinde Papenteich
 (mai 2024).
La Samtgemeinde Papenteich est une Samtgemeinde, c'est-à-dire une forme d'intercommunalité de Basse-Saxe, de l'arrondissement de Gifhorn, dans le Nord de l'Allemagne. Elle regroupe 6 municipalités.

## Source, notes et références
- (de) Cet article est partiellement ou en totalité issu de l’article de Wikipédia en allemand intitulé « Samtgemeinde Papenteich » (voir la liste des auteurs).